# Избышев, Александр Александрович
Александр Александрович Избышев (12 июля 1837, Оренбургская губерния — 23 марта 1903, Оренбургская губерния) — генерал-лейтенант Русской императорской армии, атаман третьего военного отдела Оренбургского казачьего войска (1879—1893).

## Биография
Александр Избышев родился на территории Оренбургского казачьего войска в дворянской семье. Окончил Оренбургский Неплюевский кадетский корпус. 6 июня 1857 года Избышев начал военную службу в Русской императорской армии. Два с небольшим года спустя, в конце августа 1859 года, получил звание казачьего сотника. Через пять лет, в 24 сентября 1864 года, Александр Избышев стал есаулом, затем — в конце августа 1868 года — войсковым старшиной. Он дослужился до подполковника в конце мая 1872 года; был назначен полковником в феврале 1877. Первый генеральский чин (генерал-майора) Александр Александрович получил в начале мая 1889 года. Закончил службу в чине генерал-лейтенанта, полученном в первой декаде февраля 1902 года.
Александр Избышев служил в частях и учреждениях Оренбургского казачьего войска: был старшим адъютантом войскового дежурства с сентября 1857 по март 1863 года. Затем он был переведён на аналогичный пост в войсковой штаб казачьего войска: эту должность он занимал больше 15 лет, с 18 марта 1863 по 7 мая 1879 года. В мае 1879 года Избышев стал атаманом третьего военного отдела казачьего войска и являлся им больше 14 лет, вплоть до августа 1893 года.
В этот период — в июле 1891 года — атаман А. А. Избышев, совместно с командующим Казанским военным округом генерал-адъютантом Г. В. Мещериновым и наказным атаманом всего Оренбургского войска генерал-лейтенантом Н. А. Маслаковцем, принимал в Оренбургской губернии наследника всероссийского престола цесаревича Николая. Александру Александровичу была доверена передача хлеба-соли будущему императору, осматривающему свои владения, и декларация приветственной речи от лица жителей Оренбуржья.
С августа 1893 года Избышев состоял членом Комитета казачьего войска — был в его составе до 1901 (по другим данным — до 1900) года.

## Награды
- Орден Святого Станислава 3 степени (1862)
- Орден Святой Анны 3 степени (1865)
- Орден Святого Станислава 2 степени (1870)
- Орден Святого Станислава 2 степени с императорской короной (1874)
- Орден Святой Анны 2 степени (1880)
- Орден Святого Владимира 4 степени (1883)
- Орден Святого Владимира 3 степени (1886)
- Орден Святого Станислава 1 степени (1892)
- Высочайшее благоволение (1892)
- Серебряная медаль «В память царствования императора Александра III»
- Почётный казак станицы Звериноголовской (июнь 1894)[1]

## Семья
Сын: Избышев Александр Александрович (Избышев-младший; род. 25 января 1882) — родился в станице Звериноголовской третьего военного отдела; окончил Оренбургский Неплюевский кадетский корпус и Николаевское кавалерийское училище; на службе с сентября 1900, числился в 5-м и 13-м Оренбургских казачьих полках; достиг звания есаула в Российской империи, а в 1918 году стал войсковым старшиной; командир 6-го казачьего полка (1919); «за уклонение от боевых операций и беспрерывное пьянство» разжалован в 1919 году в рядовые.